# Viviparus acerosus
Viviparus acerosus es una especie de molusco gasterópodo de la familia Viviparidae en el orden de los Mesogastropoda.

## Distribución geográfica
Se encuentra en Austria, Bulgaria, Alemania, Hungría Rumania y Eslovaquia.